# 257371 Miguelbello
257371 Miguelbello este un asteroid din centura principală de asteroizi.

## Descriere
257371 Miguelbello este un asteroid din centura principală de asteroizi. A fost descoperit pe 14 august 2009 la La Sagra par l'Observatorio Astronómico de Mallorca. Asteroidul prezintă o orbită caracterizată de o semiaxă mare de 3,07 ua, o excentricitate de 0,08 și o înclinație de 8,0° în raport cu ecliptica.